# Polisiloksany
Polisiloksany – polimery, których główny łańcuch jest zbudowany z naprzemiennie ułożonych atomów krzemu i tlenu (−O−Si−O−Si−O−Si−).
Łańcuchy główne polisiloksanów są bardziej giętkie od łańcuchów polimerów winylowych i poliolefin i dlatego polisiloksany mają znacznie niższe temperatury topnienia od polimerów opartych na łańcuchach węglowych. Dzięki temu, nawet przy dość dużej masie cząsteczkowej, pozostają one w temperaturze pokojowej lepkimi cieczami. Przy bardzo wysokiej masie cząsteczkowej uzyskuje się materiały o własnościach elastycznych.
Polisiloksany są bardziej odporne termicznie i chemicznie od polimerów węglowych i dlatego znajdują zastosowania w miejscach szczególnie narażonych na niekorzystne czynniki środowiskowe. 
Polisiloksany są też bardziej przyjazne środowisku od polimerów opartych na łańcuchach węglowych - spalają się i rozkładają z utworzeniem krzemionki i dwutlenku węgla (w odróżnieniu od groźnych dla otoczenia aromatycznych związków węgla). Ich produkcja, wychodząca z krzemionki (czyli oczyszczonego piasku), metanu i chloru jest mniej szkodliwa od produkcji ropopochodnych polimerów węglowych.
Polisiloksany uzyskały szereg zastosowań - od olejów, smarów i cieczy hydraulicznych, działających w szczególnie niskich i wysokich temperaturach, przez masy uszczelniające, pokrycia lakiernicze, kleje aż po elastomery i żele do zastosowań biomedycznych.
Polisiloksany posiadają właściwości oleofobowe (nie przyjmują farby) dzięki czemu są stosowane jako warstwa tworząca elementy niedrukujące offsetowych form drukowych stosowanych do drukowania bez roztworu nawilżającego.
Większość stosowanych polisiloksanów jest oparta na poli(dimetylosiloksanie):
Do wielu specjalistycznych zastosowań wymienia się jednak grupy metylowe (-CH3) na dłuższe grupy alkilowe i aromatyczne co w znacznym stopniu modyfikuje własności fizyczne polisiloksanów.
Polisiloksany otrzymuje się na dwa sposoby:
Pierwszy to kontrolowana kondensacja hydrolityczna (tj. w obecności wody) chlorosilanów:
która jest najprostszą i najtańszą metodą syntezy, ale prowadzącą do polimerów
o dużym rozrzucie mas cząsteczkowych i co za tym idzie,
słabych własnościach mechanicznych.
Druga metoda to polimeryzacja z otwarciem pierścienia cyklicznych siloksanów:
którą jest łatwiej kontrolować, uzyskując lepiej zdefiniowane polimery o lepszych własnościach fizycznych.